# Landesgartenschau Oelsnitz/Erzgeb. 2015
Die Landesgartenschau in Oelsnitz/Erzgeb. fand als 7. Sächsische Landesgartenschau von April bis Oktober 2015 unter dem Motto: Blütenträume – Lebensräume statt und war und eine von insgesamt vier Landesgartenschauen im Jahr 2015 in Deutschland.
Seit dem Jahre 1996 werden im Freistaat Sachsen alle drei Jahre Landesgartenschauen veranstaltet.

## Bewerbungsverfahren

### Bewerbung
Mit dem Stadtratsbeschluss vom 27. Mai 2010 als Grundlage bewarb sich die Stadt Oelsnitz/Erzgeb. für die Ausrichtung der Landesgartenschau 2015 beim Sächsischen Staatsministerium für Umwelt und Landwirtschaft. Der Rat der Stadt Oelsnitz/Erzgeb. bestätigte zur Stadtratssitzung am 27. September 2010 das Bewerbungs- und Nachnutzungskonzept. Am 22. Oktober 2010 besuchte die Bewertungskommission des Freistaates Sachsen die Stadt zu einer Besichtigungstour mit Bürgermeister Hans-Ludwig Richter, die eine Auffahrt mit einem Ballon am Kran auf 50 Meter Höhe einschloss, von dem das künftige Gartenschaugelände und dessen Umgebung überblickt werden konnte.

### Zuschlag
Am 1. Februar 2011 erteilte der Sächsische Staatsminister für Umwelt und Landwirtschaft Frank Kupfer der Stadt Oelsnitz/Erzgeb. den Zuschlag für die Ausrichtung der 7. Sächsischen Landesgartenschau. Die Stadt setzte sich dabei gegen die Mitbewerber Markkleeberg und Borna (Landkreis Leipzig), Delitzsch (Landkreis Nordsachsen), Frankenberg mit der Gemeinde Lichtenau (Landkreis Mittelsachsen), Neustadt in Sachsen (Landkreis Sächsische Schweiz-Osterzgebirge) und Lugau (Erzgebirgskreis) durch.

### Freiraumplanerischer Wettbewerb
Für die Gestaltung der zukünftigen Landesgartenschau wurde ein europaweiter freiraumplanerischer Wettbewerb durchgeführt, an dem sich 18 Büros aus Deutschland beteiligten. Am 3. Februar 2012 gaben Landwirtschaftsminister Frank Kupfer und der stellvertretende Vorsitzende des Preisgerichts, Prof. Dr. Ronald Scherzer-Heidenberger, die Gewinner des Wettbewerbs bekannt. Das erstplatzierte Büro für Architektur, Landschaftsarchitektur und Städtebau Station C23 aus Leipzig wurde mit der planerischen Umsetzung ihres Entwurfs Linie in der Landschaft beauftragt.

## Konzept

### Allgemein

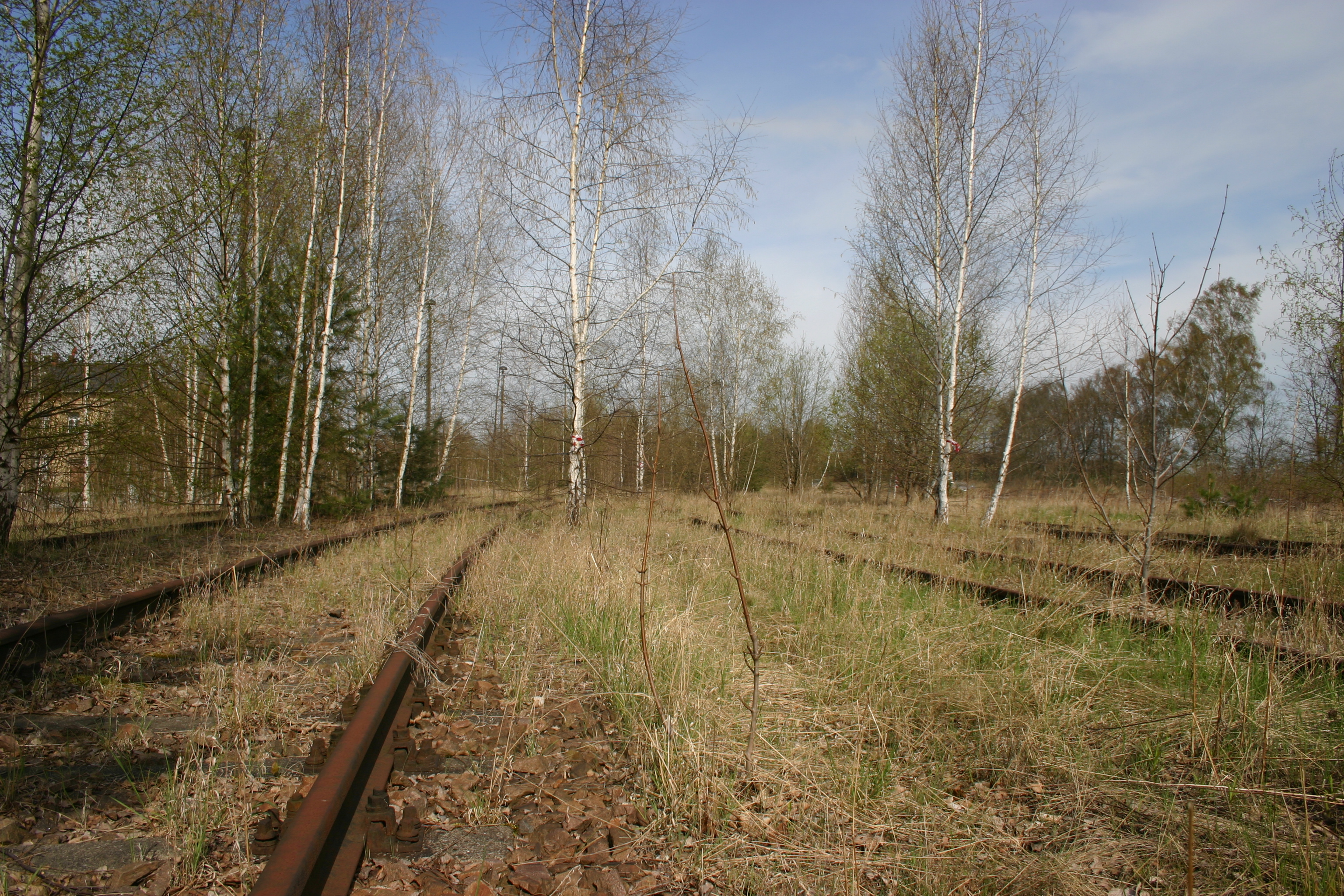
Bahnhofsgelände im Frühjahr 2012

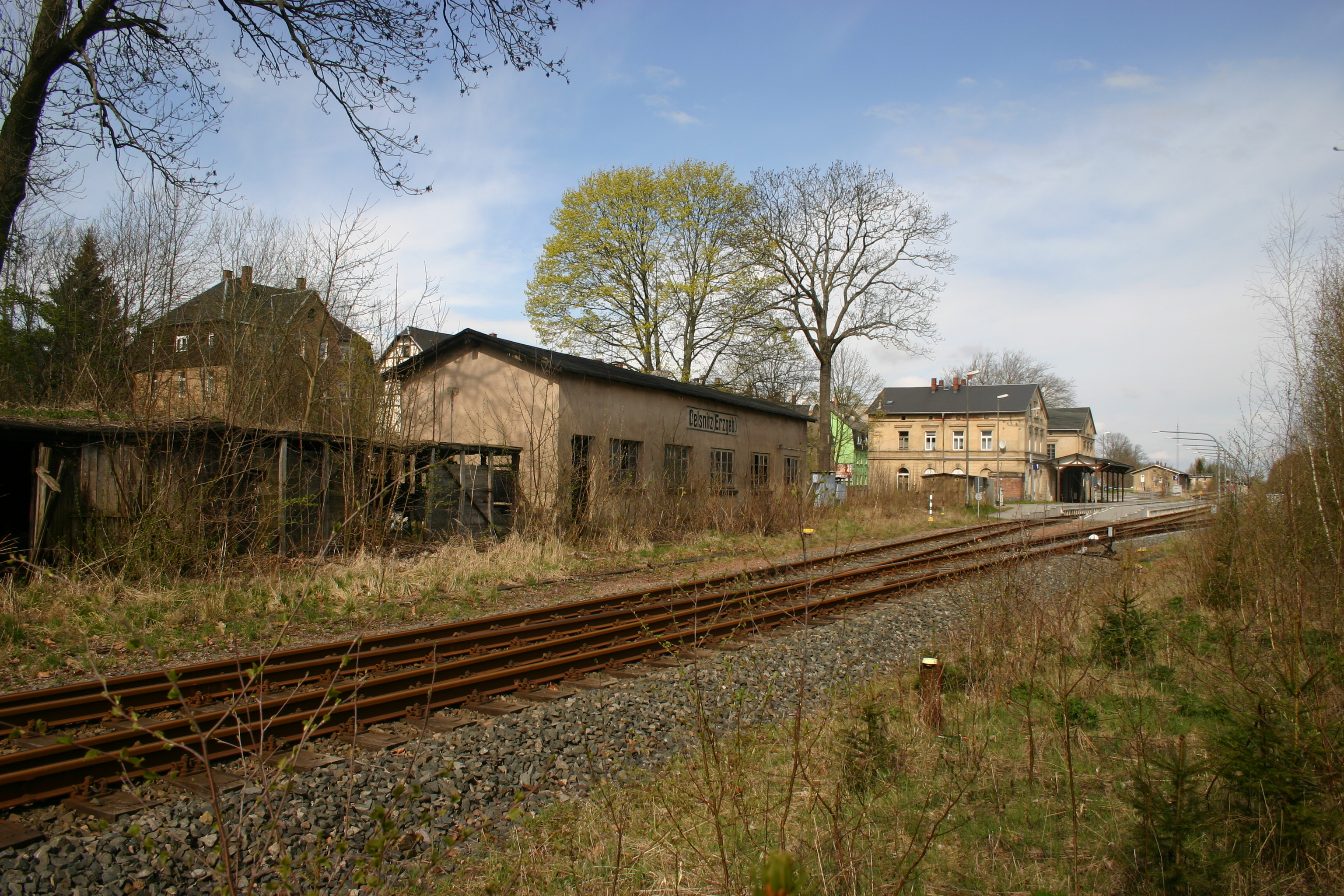
Bahnhof im Frühjahr 2012

Das nördlich des Stadtkerns gelegene ca. 15 Hektar große, unzugängliche ehemalige Bahnhofsareal von Oelsnitz wird dauerhaft in grüne Erholungs- und Erlebnisbereiche verwandelt, ökologisch aufgewertet und vielfältig nachnutzbar gemacht. Zur Erinnerung an seine industrielle Vorgeschichte werden Teile der vorhandenen Anlagen in die Gestaltung einbezogen.
Im Jahre 1971 endete die Förderung von Steinkohle im Lugau-Oelsnitzer Steinkohlenrevier, womit der zentrale Umschlagplatz des Reviers für den Transport von Steinkohle, Holz, Stahl, Treibstoff  nicht mehr benötigt wurde. Seit 2003 nutzt die City-Bahn zwei Durchgangsgleise der zwölf Hektar großen Gleisanlagen für den Personenverkehr. Mit den Maßnahmen zur Landesgartenschau wurde für die Zukunft eine verbesserte Anbindung von Wohngebieten, Schulstandort und wirtschaftlichen Einrichtungen an die Innenstadt angestrebt.

### Verkehrstechnische Anbindung

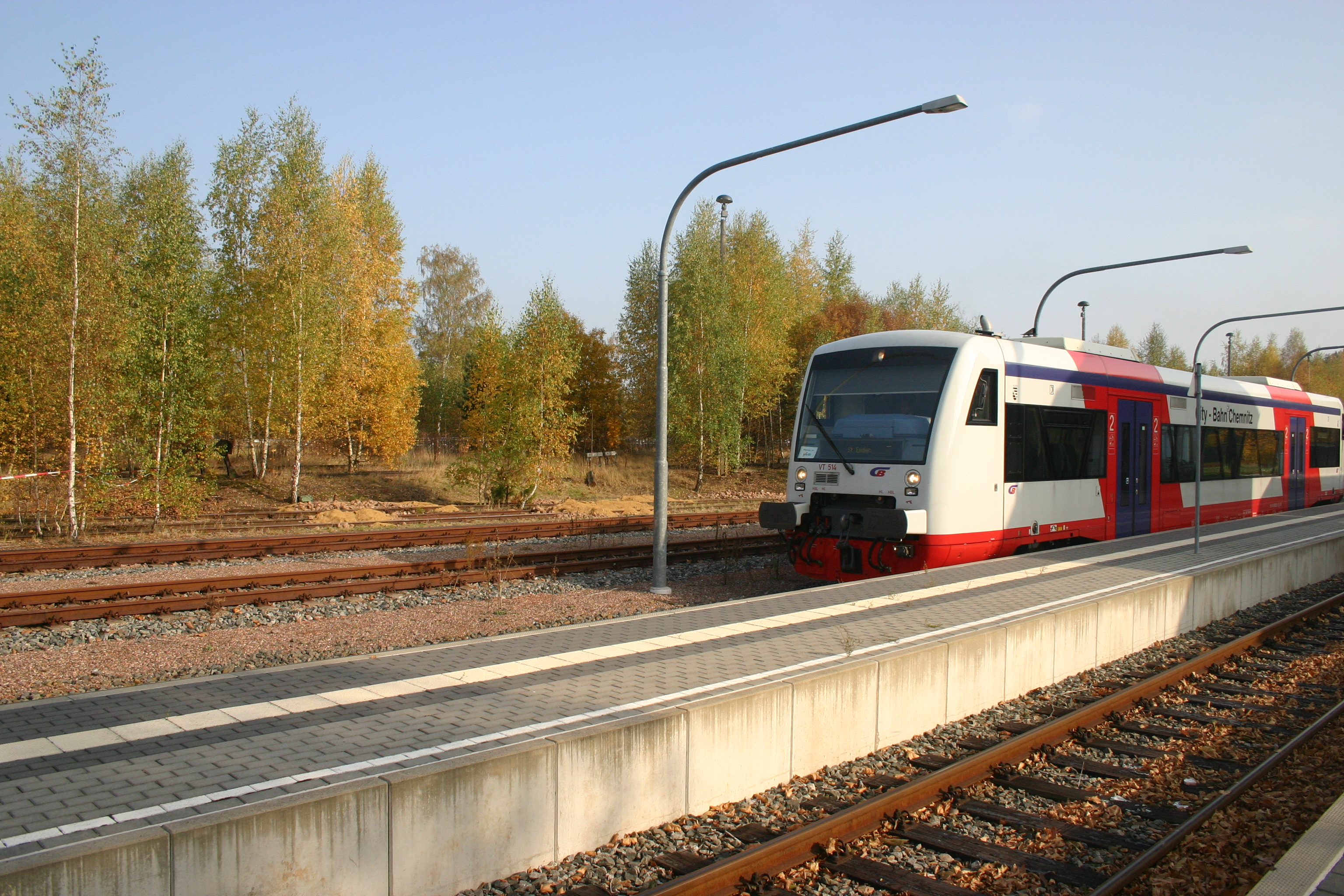
City-Bahn am Haltepunkt Oelsnitz/Bahnhof

Oelsnitz/Erzgeb. ist mit den Anschlussstellen Stollberg-Nord, Stollberg-West, Hartenstein und Hohenstein-Ernstthal an die Autobahnen A 4 und A 72 angebunden. Außerdem ist die Stadt durch Verbindungsstraßen gut mit den Städten Stollberg, Chemnitz und Glauchau verknüpft. Die City-Bahn hielt 2015 direkt am Landesgartenschau-Gelände. Über die Eisenbahnlinie zwischen Dresden und Nürnberg (Sachsen-Franken-Magistrale) ist die Stadt ebenfalls gut zu erreichen.

### Nachnutzung
Nach der Landesgartenschau wurde die Anlage öffentlicher Park, der fließend in die Landschaft aber auch zur Stadt Oelsnitz/Erzgeb. und zur Gemeinde Hohndorf übergeht. Die wesentlichsten Elemente der Landesgartenschau sind auch nach Abschluss der Schau erhalten und werden vielfältig als Bürger- und Familienpark genutzt. Im Mai 2019 erhielt die Stadt für Anlage und Weiterentwicklung der Grünanlagen die Karl-Foerster-Auszeichnung.

## Ereignisse

### Baubeginn
Am 24. April 2013 erfolgte mit dem symbolischen ersten Spatenstich durch Ministerpräsident Stanislaw Tillich der offizielle Baustart für das gemeinsame Projekt des Freistaates und der Stadt.

### Pflanzungen

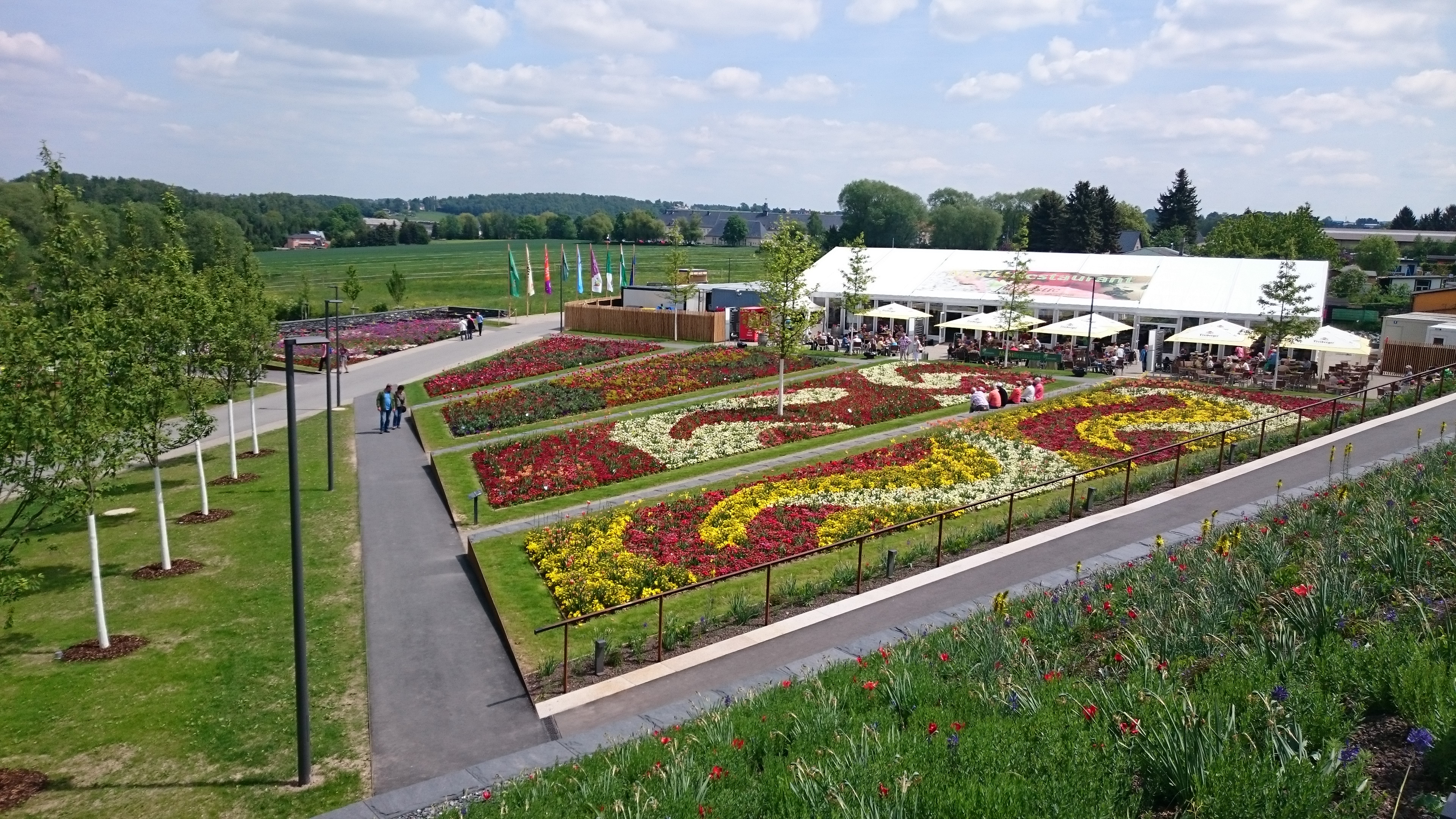
Blick vom Erzgebirgsbalkon

Am 13. Mai 2013 pflanzte Staatsminister Frank Kupfer gemeinsam mit den Bürgermeistern Hans-Ludwig Richter (Oelsnitz/Erzgeb.) und Matthias Groschwitz (Hohndorf) und dem Präsidenten des sächsischen Baumschulverbandes, Wolfgang Müller, im Beisein der Landtagsabgeordneten Uta Windisch den Baum des Jahres 2013, einen Wildapfel (Malus sylvestris), auf dem Gelände der zukünftigen Landesgartenschau. Am 22. Mai 2013 pflanzte der Landrat des Erzgebirgskreises Frank Vogel mit Vertretern des Kreistages den ersten Stifterbaum zur Landesgartenschau am Internationalen Tag der biologischen Vielfalt.
In der Vorbereitungsphase der Landesgartenschau wurden insgesamt mehr als 400 neue Bäume gepflanzt. Die Wechselbepflanzung auf etwa 4.000 m² enthielt ca. 100.000 Blumenzwiebeln, ca. 100.000 Frühjahrsblüher und ca. 70.000 Sommerblumen. Extensive Staudenpflanzungen befanden sich auf etwa 2000 m² in den Gleisgärten und bei den Teichen. Im Eingangsbereich und neben der Brücke wurden intensive Staudenpflanzungen auf etwa 1000 m² angelegt. Auf dem Rosenhügel wurden Bodendecker- und Beetrosen auf etwa 600 m² gepflanzt.

### Bauwerke

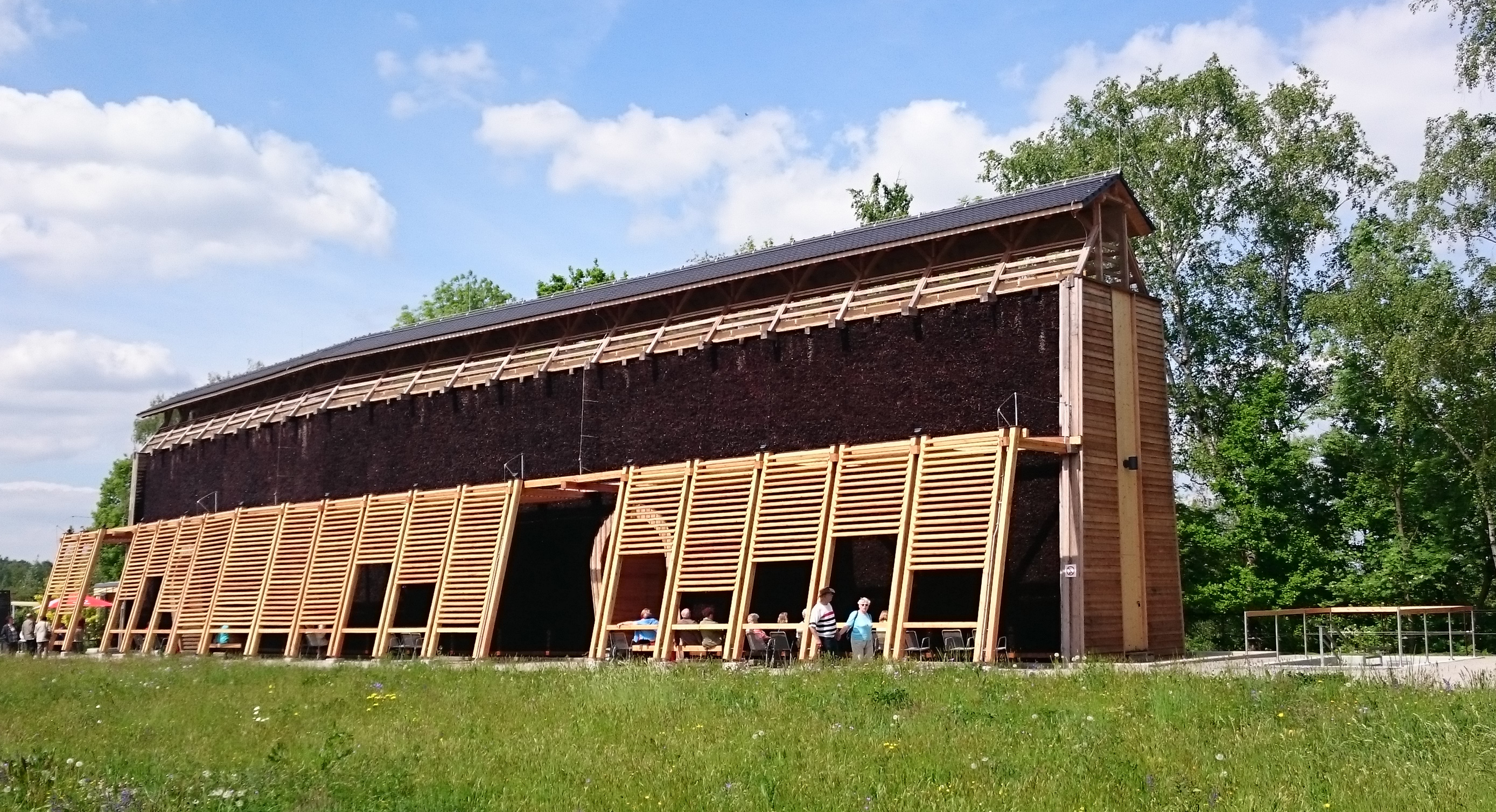
Das neue Gradierwerk auf der LGS Oelsnitz.

Am 6. November 2013 feierte die Landesgartenschaugesellschaft gut vier Monate nach Beginn der Bauarbeiten am Großen Stellwerk und Blumenhalle das Richtfest. Während der Gartenschau dient das Obergeschoss des Großen Stellwerkes als Aussichtsplattform, die einen Rundblick über das gesamte Ausstellungsgelände ermöglicht. Im Erdgeschoss befinden sich barrierefreie Sanitäreinrichtungen. In der 600 Quadratmeter große Blumenhalle sind wechselnde Ausstellungsbeiträge aus allen Bereichen der Floristik und des Gartenbaus zu sehen.
Im Kleinen Stellwerk setzte sich Chemnitzer Künstler Frank Maibier mit der Installation Poesie der Energie in Form eines Bodenmosaiks aus einer Tonne Steinkohle kombiniert mit dem Text Unwirklicher Maitag des Schriftstellers Reiner Kunze, dem Ehrenbürger der Stadt Oelsnitz, mit der Geschichte des Ortes auseinander und schuf damit einen Übergang zur Gegenwart.
Weitere Kunstwerke wurden im Park von Künstlern der Region geschaffen, dazu gehören:
- Uferwind, Teo Richter, Chemnitz
- Vogeltanz, Christoph Roßner, Bad Schlema
- Holzskulpturen in Form von Musikinstrumenten und Pflanzenmotive der Künstlergruppe exponaRt, sowie die
- Pappmaché-Figuren „Stammgäste“

Im Eingangsbereich des Landschaftsparks wurde das ehemalige Bahnhofsgebäude denkmalsgerecht saniert und zu einem Vereinshaus mit Mehrzwecknutzung umgebaut. Auf dem Vorplatz des Gebäudes steht der neugeschaffene Brunnen „Schwarzes Gold“, ein Werk des Lugauer Künstlers Klaus Hirsch. Die verwendeten Materialien, polierter Basalt sowie seine Formen erinnern an die Stollen und Schächte der ehemaligen Kohleförderung, das Geleucht an die Sehnsucht der Bergleute nach dem Tageslicht. Der sprudelnde Brunnen kann für den Reichtum, der einst die Kohleförderung ihren Besitzern brachte, aber auch für die Zukunft der entdeckten Sole im Grubengebäude stehen.
Am 9. Mai 2014 legte Bernd Birkigt, Geschäftsführer der Landesgartenschau Oelsnitz/Erzgeb. gGmbH im Beisein von Hans-Ludwig Richter, Bürgermeister der Stadt, Dr. Michael Wilhelm, Staatssekretär des Sächsischen Staatsministeriums des Innern, den Planern und weiteren Unterstützern den Grundstein für das Gradierwerk. Dies ist 42 Meter lang, 10 Meter hoch und hat eine Gradierfläche von 700 Quadratmetern. Pro Stunde befinden sich 5000 Liter Sole im Umlauf. Hintergrund für den Bau war ein Gutachten aus dem Jahr 2013, in welchem die Bildung eines salzhaltigen, thermalen Wassers (Sole) unter Oelsnitz/Erzgeb. festgestellt wurde.

### Tag der offenen Baustelle
Am „1. Tag der offenen Baustelle“ am 19. Oktober 2013 informierten sich ca. 400 Interessierte über das aktuelle Baugeschehen. Am 28. Juni 2014 fand der „2. Tag der offenen Baustelle statt“. Das letzte Mal vor der offiziellen Eröffnung war die Baustelle am 18. Oktober 2014 zu besichtigen.

### Veranstaltungshöhepunkte
Während der 170 Veranstaltungstage sorgte ein buntes Veranstaltungsprogramm für gute Laune. Einige künstlerische Höhepunkte waren die:
- Big Band der Bundeswehr
- Sefora Nelson
- Stefanie Hertel
- De Randfichten
- Der Traumzauberbaum mit dem Reinhard Lakomy Ensemble
- The Firebirds
- Gudrun Lange

aber auch einheimische Vereine begeisterten ihr Publikum:
- Oelsnitzer Blasmusikanten e. V.
- Musikverein Neuwürschnitz e. V.

### Abschluss
Insgesamt wurden mehr als 415.000 Besucher gezählt. Das 15 Hektar große Gelände, eine ehemalige Bahnbrache, bleibt als vielfältig nutzbarer Freizeitpark erhalten. Mit großzügig angelegten Pflanzungen, Liegewiesen, Eisenbahn- und Wasserspielplatz, Skatepark, Naturlehrpfad, Kneippanlagen und Gradierwerk soll es zukünftig als Freizeit- und Erholungsgelände dienen. Das Projekt Bürger- und Familienpark wurde im November 2015 mit einer Anerkennung des Sächsischen Staatspreises für Baukultur ausgezeichnet.